# سؤال الأخلاق (كتاب)
مؤلف سؤال الأخلاق للكاتب المغربي طه عبد الرحمان، هو مؤلف جاء كمساهمة بنيوية تمهدية لكتاب روح الحداثة، يتكون المؤلف من مقدمة وثمانية فصول، وهو عبارة نقد أخلاقي للحداثة الغربية.
.

## المؤلف
طه عبد الرحمن (ولد 1944 بالمغرب) هو مفكّر وأكاديمي بارز معروف بإتقانه لغات متعددة كالإنجليزية والفرنسية والألمانية واللاتينية واليونانية القديمة بهدف قراءة المصادر الفلسفية بلغاتها الأصلية. تولى عدة مناصب جامعية وأسس "المنطق التداولي" وهو تيار يسعى للالتقاء بين الفكر الغربي المعاصر والتراث الإسلامي.
من أبرز أعماله :
- روح الحداثة
- السؤال المنهجي
- سؤال الأخلاق

يُعدّ طه عبد الرحمن من المفكرين الذين حاولوا الجمع بين التحليل المنطقي والتشقيق اللغوي والرؤية الصوفية ليقدّم فلسفة أخلاقية متصلة بالتراث الإسلامي وجادة في مواجهة تيارات الحداثة الغربية.

## مقدمة الكتاب وفصوله
صدر الكتاب في يناير 2000 وقال المؤلف إنه مساهمة بنيوية تمهيدية لكتابه الأكبر روح الحداثة ينقسم إلى مقدمة وثمانية فصول تتناول جوانب عدة :
1. العلاقة بين الدين والأخلاق في الفلسفة الغربية.
2. نقد لـ "العقلانية المجردة".
3. نقد لـ "سلطان القول".
4. نقد لـ "نمط المعرفة".
5. نقد لـ "النظام التقني".
6. نقد لـ "تجدد الهوية المنتظرة".
7. فصل خصصه لتجديد مفهوم الرجوع إلى الإسلام.
8. فصل يجيب عن أسئلة حول تجديد الفكر الإسلامي وشروطه.
9. ضميمة تاريخية تعرض مساهمات مغربية في الحركة الأخلاقية الإسلامية.

مدخل الكتاب يوضّح تفضيل الأخلاق على العقلانية فهي الأولى التي يجب أن تعيد الإنسان إلى التوازن المنشود.

## الأفكار الرئيسية

### الإنسان كمخلوق متخلق
ينتقد طه عبد الرحمن تعريف الحداثة للإنسان على أنه "كائن عاقل" ويقترح أسلوبًا إعادة تشريحية لتحديد البشرية على أنها "كائن متخلق" أي أن جوهر الإنسان هو التخلق الأخلاقي وليس مجرد التفكير المجرد .

### ثنائية العقلانية: العمياء والأنغماسية
يقدّم تحليلًا لثلاثة مستويات للعقل :
- العقل المجرّد : نظري وفارغ من الأخلاق سلبي وخطر.: نظري وفارغ من ا لأخلاق؛ سلبي خطر .
- العقل المسدّد : عميّ محدود لكنه لا يرتقيالأخلاقية.
- العقل المؤيّد : عقل متكامل محمشبع لإيمان والإلهام ويعطي الفضيلة الأخلاقية هويتها ومشروعيتها.

### نقد المظاهر الحديثة
يتناول طه عبد الرحمن خمسة مظاهر للحداثة الغربية وفق نظريته النقدية :
1. العقلانية المجردة : تفصل العقل عن القلب والقيم.
2. سلطان القول : تغليب النص والحوار على العمل والأخلاق.
3. نمط المعرفة : المعرفة المنفصلة عن الروحانية.
4. النظام التقني : التقنية دون ضوابط أخلاقية مكبّلة.
5. تجدد الهوية المنتظرة : بحث الإنسان عن هويته بوسائل سطحية فقط.[4]

يرى أن كل هذه المظاهر تحتاج إلى مرجعية أخلاقية من الدين وفي حالة المسلمين : الإسلام لا إلى أخلاق "علمانية أو حداثية".

### "فلسفة الائتمان" والعقل المؤتمن
يشدد في مقالاته اللاحقة على "فلسفة الائتمان": أن يكون العقل مؤتَمنًا على المسؤولية أمام الله والمجتمع، لا مجرد أداة تقنيَّة arabi21.com. ضمنيات هذا الفكر: وحدة "العقل – التزكية – العمل"، فالعقل بدون تزكية يؤدي إلى الاستلاب، والفكر بدون التزام أخلاقي يؤدي للعدمية arabi21.com.

### تأسيس لأخلاق إسلامية كونية
يطالب بتأسيس نظرية أخلاقية مستمدة من الإسلام، وما حوَلها إلى مشروع يعطي الإنسان سبيلاً للحفاظ على كرامته وهويته. يؤكد : إن الأخلاق الإسلامية تظل أقوى وأعمق من نظيراتها في الحداثة، لأنها تربط الفعل البشري بالقيم الوجودية كالمؤاخاة والنية الصالحة وجذرية القيم .

### أصل فلسفي ديني: الميثاق والشق والاقتداء
يعتمد في تأصيل الأخلاق على مفاهيم دينية :
- ميثاق الذر : عهد الأزل بين الإنسان وربه.
- شق الصدر وغسل القلب : تنقية روحية تتجاوز المستوى العقلي.
- تحويل القبلة : رمزية تشير إلى الانتماء الحضاري والمقصد الروحي.

هذه الرؤى تشكّل "عقلانته المؤيّدة" التي تجمع العقل بالخضوع الروحي.

## الأسلوب والمنهج
يعتمد طه عبد الرحمن في الكتاب على:
- التحليل المنطقي الدقيق للأفكار والفلسفات الغربية.
- التشقيق اللغوي أي تحليل الجذور والدلالة للمصطلحات.
- الإسناد الروحي عبر الإطلالة الصوفية وهذا ما يمنحه عمقًا وهويّة.
- تطبيق أسلوب تداولي : حوار بين التراث والمعاصر.[5]

يجمع في مخاطبه بين العربية الفصحى الكثيفة والأسلوب السلس الرشيق بعبارات تجمع بين البلاغة والقوة المفاهيمية.

## النقاط الإيجابية في الكتاب
- فكرة جديدة في الخطاب الإسلامي : فكره يرسم طريقًا ثالثًا بين التقليد الأعمى والتقليد السلبي للحداثة.
- العقل المؤيّد : إعادة الاعتبار للعقل وربطه بالضمير والدين.
- تأسيس أخلاقي إسلامي مستقل : لا يستند لمقولات فلسفية غربية بل يعيد بناءه من التراث في صيغة معاصرة.
- منهجية تحليلية متعددة الأبعاد : أداته فعالة تجمع بين التحليل والفهم والتطبيق.
- توسيع الفكر الإسلامي : يجمع بين القوى الروحية والقيمية والعقلية.[6]

## النقد
ورغم ذلك يواجه الكتاب عدة انتقادات :
- سطحية نقد الحداثة : بعض النقّاد قالوا إن القسم الأول كان "سطحيًا ولم يأت بجديد" مقارنة بالقسم الثاني.
- انحياز ديني : ارتكازه على التراث الإسلامي قد لا يقنع غير المسلمين أو الليبراليين.
- صعوبة الاستيعاب : كثافة اللغة والمفاهيم قد تكون عقبة لدى القارئ العام.
- استبعاد الأفكار الفلسفية الأخرى : تركيزه الكبير على ابن رشد والغربية قد يغيب تيارات فكرية عربية معاصرة.[7]
- افتقار للتطبيق النظري : بعض النقّاد يشيرون إلى قلة أمثلة تطبيقية واضحة في المجتمع المعاصر.

## وصلات خارجية
- تحميل الكتاب من موقع جامعة أم القرى